# Armas Taipale
Pour les articles homonymes, voir Taipale.
 (décembre 2023).
Si vous disposez d'ouvrages ou d'articles de référence ou si vous connaissez des sites web de qualité traitant du thème abordé ici, merci de compléter l'article en donnant les références utiles à sa vérifiabilité et en les liant à la section « Notes et références ».
Armas Rudolf Taipale, né le 27 juillet 1890 à Helsinki et mort le 9 novembre 1976 à Turku est un athlète finlandais qui participait principalement aux compétitions du lancer du disque.
Taipale a représenté la Finlande aux Jeux olympiques d'été de 1912 à Stockholm. Il y remportait le concours du lancer du disque. Il récoltait une seconde médaille dans le concours du lancer du disque à deux mains ; la distance obtenue après avoir lancé avec la main gauche était ajouté à la distance obtenue avec le lancer de la main droite.
Après la Première Guerre mondiale, Taipale a été l'un des rares champions olympiques en titre à se rendre aux Jeux olympiques d'été de 1920 à Anvers en Belgique pour y défendre son titre du lancer du disque ; le lancer du disque à deux mains n'était après son apparition aux Jeux de 1912 déjà plus au programme des Jeux. Il échouait dans la défense de son titre mais obtenait la médaille d'argent derrière son compatriote Elmer Niklander.

## Palmarès

### Jeux olympiques d'été
- Jeux olympiques de 1912 à Stockholm ( Suède) 
  -  Médaille d'or au lancer du disque
  -  Médaille d'or au lancer du disque à deux mains
- Jeux olympiques de 1920 à Anvers ( Belgique) 
  -  Médaille d'argent au lancer du disque